# Psilocymbium incertum
Psilocymbium incertum is een spinnensoort uit de familie hangmatspinnen (Linyphiidae). De soort komt voor in Colombia.